# Rue René-Peigné
La rue René-Peigné est une voie publique de Nantes, en France.

## Situation et accès
Située dans le quartier Île de Nantes, longue d'environ 200 m, elle débute sur le Boulevard Benoni-Goullin (au niveau du débouché sur le Boulevard Victor-Hugo) à la rue René-Mouchotte. Elle croise la rue Maurice-Daniel et la rue de la Prairie-d'Aval. La rue René-Peigné est bitumée et ouverte à la circulation automobile.

## Origine du nom
Elle rend hommage à René Peigné, officier d'artillerie puis d'aviation né à Nantes en 1883. Il fut abattu le 13 mai 1940 lors d'une mission aérienne au-dessus de Bouvignes-sur-Meuse en Belgique. Dans le civil, il était directeur des Glacières de Nantes.

## Historique
Cette voie apparaît dans la « nomenclature des rues de Nantes » de 1818. Elle relie le « quai de la Brasserie », ancien quai de Nantes longeait la boire des Récollets, entre l'extrémité sud du pont des Récollets et la rue de la Prairie-d'Aval,,.
Après la promulgation de la loi Guizot, la municipalité nantaise est tenue d'ouvrir une école municipale, mutuelle et gratuite pour les garçons. Elle choisit de le faire à l'écart du centre-ville, « rue Petit-Pierre », en fait à l'extrémité sud de la rue de la Prairie-d'Aval, dans des bâtiments loués par la ville. Cette école, qui peut accueillir 200 élèves, est transférée en 1869 dans la toute nouvelle école communale Beauséjour (dans la rue du même nom, devenue depuis rue Alexandre-Fourny).
Le 2 janvier 1872, une école communale de fille (dite « école Prairie-d'Aval », « école des Ponts » ou « école Petit-Pierre ») occupe les locaux à son tour. En 1874, elle accueille 240 élèves réparties dans 4 classes.
À la fin des années 1870, le percement du boulevard Victor-Hugo est envisagé. La création de cette voie est réalisée entre 1880 et 1885, après le comblement de la boire des Récollets. La rue de la Prairie-d'Aval est légèrement amputée sur sa partie nord. En revanche, elle s'étend au sud-est, la création du boulevard s'accompagnant de celle d'une nouvelle voie dans le prolongement de la rue de la Prairie-d'Amont, et qui rejoint l'extrémité sud de la rue de la Prairie-d'Aval, qui forme désormais un « L ».
La rue dessert, à son extrémité nord-ouest, la cour de la gare de Nantes-Legé après la création de celle-ci en 1892.
Vétuste, l'école des filles est reconstruite en 1908. En 1914, ses 8 classes accueillent 400 élèves.
Le quartier est frappé par les bombardements alliés lors de la Seconde Guerre mondiale. L'école est détruite.
Elle a reçu sa dénomination après délibération du conseil municipal du 28 décembre 1950 et constituait auparavant le premier et plus ancien tronçon de la rue de la Prairie-d'Aval. 
Après la guerre, le quartier est remodelé : la partie sud-est de la rue est prolongée vers l'ouest. La partie nord, qui historiquement prend son nom actuel « rue René-Peigné » et est également prolongée d'une soixantaine de mètres vers le sud sur le site de l'ancienne école, tandis que son tronçon sud-est garde la dénomination de « rue de la Prairie-d'Aval », tandis que la partie sud, perpendiculaire à l'ancienne voie, garde le nom de « rue de la Prairie-d'Aval ».